# Dendrocnide nervosa
Dendrocnide nervosa là loài thực vật có hoa trong họ Tầm ma. Loài này được (H.J.P.Winkl.) Chew mô tả khoa học đầu tiên năm 1969.